# I liga 1986-1987
L'edizione 1986-87 del Campionato polacco di calcio vide la vittoria finale del Górnik Zabrze.
Capocannoniere del torneo fu Marek Leśniak (Pogoń Szczecin), con 24 reti.

## Classifica finale
|     | Classifica       | G  | V  | N  | P  | GF | GS | Pt |
| --- | ---------------- | -- | -- | -- | -- | -- | -- | -- |
| 1.  | Górnik Zabrze    | 30 | 16 | 10 | 4  | 52 | 21 | 49 |
| 2.  | Pogoń Szczecin   | 30 | 15 | 10 | 5  | 64 | 39 | 44 |
| 3.  | GKS Katowice     | 30 | 14 | 10 | 6  | 48 | 26 | 43 |
| 4.  | Śląsk Wrocław    | 30 | 13 | 11 | 6  | 37 | 23 | 40 |
| 5.  | Legia Varsavia   | 30 | 12 | 14 | 4  | 44 | 28 | 38 |
| 6.  | Widzew Łódź      | 30 | 14 | 7  | 9  | 34 | 29 | 36 |
| 7.  | Lech Poznań      | 29 | 9  | 11 | 9  | 36 | 35 | 29 |
| 8.  | Zagłębie Lubin   | 29 | 8  | 12 | 9  | 27 | 25 | 28 |
| 9.  | ŁKS Łódź         | 30 | 8  | 10 | 12 | 30 | 33 | 27 |
| 10. | Górnik Wałbrzych | 30 | 10 | 7  | 13 | 31 | 43 | 25 |
| 11. | Lechia Gdańsk    | 30 | 7  | 9  | 14 | 23 | 30 | 24 |
| 12. | Olimpia Poznań   | 29 | 6  | 14 | 9  | 21 | 35 | 22 |
| 13. | Polonia Bytom    | 29 | 5  | 14 | 10 | 24 | 37 | 21 |
| 14. | Ruch Chorzów     | 29 | 3  | 14 | 12 | 16 | 33 | 18 |
| 15. | Stal Mielec      | 29 | 5  | 10 | 14 | 24 | 44 | 17 |
| 16. | Motor Lublin     | 30 | 6  | 9  | 15 | 20 | 50 | 13 |

### Verdetti
- Górnik Zabrze Campione di Polonia 1986-87.
- Górnik Zabrze ammesso alla Coppa dei Campioni 1987-1988.
- Pogoń Szczecin e GKS Katowice ammesse alla Coppa UEFA 1987-1988.
- Polonia Bytom e Ruch Chorzów retrocesse in II liga polska dopo aver perso il playout.
- Stal Mielec e Motor Lublin retrocesse in II liga polska.